# Phrixothrix acuminatus
Phrixothrix acuminatus är en skalbaggsart som beskrevs av Maurice Pic 1929. Phrixothrix acuminatus ingår i släktet Phrixothrix och familjen Phengodidae. Inga underarter finns listade i Catalogue of Life.